# Tonk (distrikt)
Tonk är ett distrikt i den indiska delstaten Rajasthan. Den administrativa huvudorten är staden Tonk. Distriktets befolkningen uppgick till 1 211 671 invånare vid folkräkningen 2001, på en yta av 7 194 km².
Under brittisk tid var Tonk ett furstendöme (1817-1947). Härskardynastins grundare var Amir Khan, en muslimsk stråtrövare (pindari), som fick detta furstendöme som en del i fredsuppgörelsen mellan britterna och stråtrövarna 1817. Furstendömet kom att exportera spannmål, bomull, opium m.m.

## Administrativ indelning
Distriktet är indelat i sju tehsil, en kommunliknande administrativ enhet:
- Deoli
- Malpura
- Niwai
- Peeplu
- Todaraisingh
- Tonk
- Uniara

## Urbanisering
Distriktets urbaniseringsgrad uppgick till 20,89 % vid folkräkningen 2001. Den största staden är huvudorten Tonk. Ytterligare sex samhällen har urban status:
- Banasthali, Deoli, Malpura, Niwai, Todaraisingh, Uniara